# Andrija Bulatović
Andrija Bulatović, né le 27 décembre 2006 à Bijelo Polje au Monténégro, est un footballeur international monténégrin qui évolue au poste de milieu de terrain au RC Lens.

## Biographie

### Carrière en club
Le 3 février 2025, Bulatović signe un contrat de trois ans et demi avec le Racing Club de Lens, pour un montant estimé à environ deux millions d'euros en provenance du FK Budućnost Podgorica,. Il reste alors à Budućnost, prêté jusqu'au terme de la saison 2024‑2025. Il remporte lors de cette saison le championnat du Monténégro.
Les supporters du RC Lens l’adorent déjà on voit en lui un nouveau Khusanov !! Masterclass du board lensois 

### En sélection
Déjà capé dans toutes les sélections monténégrines de jeunes à partir des U15, Bulatović fait ses débuts en équipe du Monténégro le 9 juin 2025, en amical face à l'Arménie. Il marque le deuxième but du Monténégro (score final : 2-2), le premier ayant été marqué par Vasilije Adžić qui fêtait lui aussi sa première cape.

## Palmarès

### En club
| FK Kom - Championnat du Monténégro D2 : - Vice-champion en 2022-2023. |  | Budućnost Podgorica - Championnat du Monténégro : - Champion en 2024-2025. |